# Gunnar Suwe
Erik Gunnar Suwe, född 7 mars 1908 i Östersund, död 7 juni 1991 på Frösön, var en svensk väg- och vattenbyggnadsingenjör och arkitekt. Han var bror till Karl-Axel Suwe.
Suwe, som var son till distriktslantmätare Frithiof Suwe och Maria Eriksson, utexaminerades från Kungliga Tekniska högskolan som civilingenjör 1934 och som arkitekt 1939. Han var anställd i professor Henrik Kreügers konsulterande ingenjörsfirma i Stockholm 1936, i AB Vattenbyggnadsbyrån 1937–1939, byråingenjör i Byggnadsstyrelsen 1939–1948 och var biträdande länsarkitekt i Östergötlands län 1948–1949. Han var stadsarkitekt för Frösö och Svegs köpingar samt Järpens och Strömsunds municipalsamhällen från 1949. Han bedrev även egen arkitektverksamhet från 1949.